# John M. Jumper
John Michael Jumper, född 1985 i Little Rock i Arkansas, är en amerikansk AI-forskare. Tillsammans med David Baker och Demis Hassabis tilldelades han Nobelpriset i kemi 2024. Jumper och Hassabis delade på halva priset för sitt arbete med proteinstrukturprediktion. Jumper är verksam vid Deepmind i London.

## Biografi
Jumper blev fil.dr 2017 vid University of Chicago.
År 2020 presenterade Demis Hassabis och John Jumper en AI-modell kallad AlphaFold2. Med hjälp av den har de kunnat förutspå strukturen för i princip alla de 200 miljoner proteiner som forskare känner till. Sedan genombrottet har AlphaFold2 använts av mer än två miljoner personer från 190 länder. Med hjälp av AlphaFold2 kan forskare bland annat bättre förstå antibiotikaresistens och skapa bilder av enzymer som kan bryta ner plast

## Utmärkelser
- Nature's 10, med  Winnie Byanyima, Friederike Otto, Zhang Rongqiao, Timnit Gebru, Túlio de Oliveira, Victoria Tauli-Corpuz, Guillaume Cabanac, Meaghan Kall och Janet Woodcock,  2021[7]
- VinFuture Prize, med  Demis Hassabis,  2022[8]
- Wiley Prize, med  Demis Hassabis och David Baker,  2022[9][10]
- Gairdner Foundation International Award, med  Demis Hassabis, Everett Peter Greenberg, Michael R. Silverman och Bonnie Bassler,  2023[11]
- BBVA Foundation Frontiers of Knowledge Award, med  Demis Hassabis och David Baker,  2023[12][13][14]
- Albert Lasker Basic Medical Research Award, med  Demis Hassabis,  2023[15]
- Breakthrough Prize i livsvetenskap, med  Demis Hassabis, Clifford Brangwynne, Anthony A. Hyman, Emmanuel JM Mignot och Masashi Yanagisawa,  2023[16]
- Clarivate Citation Laureates, med  Demis Hassabis, David Baker, Roberto Car, Michele Parrinello och Kazunari Dōmen,  2024[17][18][19]
- Nobelpriset i kemi, med  Demis Hassabis och David Baker,  2024[20][21][22]

[Redigera Wikidata]